# نوتوصوريات
النوتوصوريات (الاسم العلمي:†Nothosauroidea) هي أصنوفة منقرضة من الزواحف يتبع رتبة العظائيات الزعنفية.

## التصنيف
- النوتوصورات
  - النوتوصوراوات
    - النوتوصور